# Thiais
Thiais là một xã ở ngoại ô phía nam của Paris, Pháp. Nó nằm cách 10,3 km (6,4 mi) tình từ trung tâm của Paris.